# Товер, Николай
Николай Товер (род. 29 мая 1982 года) — эстонский пловец в ластах.

## Карьера
Подводным спортом занимается с 1994 года под руководством Татьяны Гнездиловой.
Серебряный призёр Всемирных игр 2005 года. Двукратный призёр чемпионатов мира, четырёхкратный призёр чемпионатов Европы.
78-кратный чемпион Эстонии.
Имеет диплом рентгенолога, работает по специальности.